# Sosnivka
Sosnivka (em ucraniano:  Соснівка; em polonês/polaco:  Sosnówka) é uma cidade da Ucrânia, situada no Oblast de Leópolis. Tem 1,98 km² de área e sua população em 2020 foi estimada em 10.991 habitantes.